# Loma Hermosa
Loma Hermosa − miasto w Argentynie będące częścią zespołu miejskiego Buenos Aires. W roku 2001 miasto liczyło 67919 mieszkańców.
Miasto jest siedzibą klubu piłkarskiego Asociación Social y Deportiva Justo José de Urquiza.